# Îles Logoden
Ne doit pas être confondu avec Logoden.
Les îles Logoden sont deux petites îles du golfe du Morbihan, en face d'Arradon (Morbihan, Bretagne). Ces îles sont des lieux d'escale des bateaux de l'école de voile Jeunesse et Marine. Durant les raids, les marins s'y arrêtent.
La grande Logoden est une propriété privée, elle appartient à une même famille depuis 1956. Elle est la plupart du temps habitée par la famille. La petite Logoden, en revanche, est publique et appartient au Conseil départemental du Morbihan.

## Toponymie
Le nom semble être dérivé du mot breton logod qui signifie « les souris ». Logodenn est la forme singulative de logod dont l'équivalent français est "une souris". Il y a deux îles Logoden : La grande et la petite.

## Cinéma
En 1979, c'est un des lieux de tournage du film Mon oncle d'Amérique d'Alain Resnais.